# جو جونز (خواننده)
جو جونز (انگلیسی: Joe Jones؛ ۱۲ اوت ۱۹۲۶ – ۲۷ نوامبر ۲۰۰۵) یک خواننده-ترانه‌سرا، نوازنده، و خواننده اهل ایالات متحده آمریکا بود.